# Um Funeral à Chuva
Um Funeral à Chuva é um filme português de comédia dramática realizado por Telmo Martins. Com Sílvia Almeida, Alexandre da Silva e Luís Dias nos principais papéis.

## Sinopse
O filme trata do reencontro forçado de sete dos oito personagens que giram em torno da trama. Forçado pois eles se encontram separados há mais de dez longos anos, tendo ainda em comum uma amizade com João; e, quando João (João Ventura) falece, acaba por deixar um documento em que registrava como um de seus últimos desejos, que seus antigos amigos de faculdade se reunissem em seu funeral, para que o momento fosse imortalizado. A trama gira na dificuldade encontrada pelos sete amigos em se reunirem depois de tanto tempo, e no peso que esses dez anos de ausência vai fazer no encontro dos antigos amigos.

## Elenco
- Sílvia Almeida... Susana
- Alexandre da Silva... Marco
- Luís Dias... André
- Pedro Diogo... Vasco
- Pedro Górgia... Rui
- Sandra Santos... Diana
- Hugo Tavares... Zé
- João Ventura... João

## Prémios
Caminhos do Cinema Português 2010 (Portugal)
| Prémio                             | Categoria    | Resultado |
| ---------------------------------- | ------------ | --------- |
| Prémio do Público                  | Melhor filme | Venceu    |
| Prémio Caminho do Cinema Português | Melhor filme | Venceu    |
| Prémio de Imprensa                 | Melhor filme | Venceu    |